# Allah Selamatkan Sultan Mahkota
Allah Selamatkan Sultan Mahkota (Tiếng Việt: Allah phù hộ Sultan đăng quang) là bang ca của Kedah, Malaysia. Lời bài hát được sáng tác bởi Almarhum Abdullah Syed Hussain Shahabuddin và được phổ nhạc bởi J. A. Redhill (Reutenberg). Nó được chấp thuận vào ngày 22 tháng 3 năm 1937.

## Lời
| Tiếng Mã Lai | Tiếng Việt |
| --- | --- |
| Allah selamat Sultan Mahkota Berpanjangan usia di atas Takhta Memelihara ugama Nabi kita Negeri Kedah serata-rata | Allah phù hộ Sultan đăng quang Cuộc sống lâu dài trên ngai vàng Phát huy tôn giáo của nhà tiên tri của chúng ta Khắp bang Kedah |